# Fédération d'Afrique du Sud de hockey sur glace
La Fédération sud-africaine de hockey sur glace (en anglais : South African Ice Hockey Federation) est l'organisme officiel qui gère le hockey sur glace et le roller in line hockey en Afrique du Sud.
Elle est devenue membre de la Fédération internationale de hockey sur glace le 25 février 1937, premier pays venant d'Afrique. Courant 2015-2016, elle est modifie son nom et abandonne le terme de South African Ice Hockey Association.
Elle a sous sa tutelle les différentes équipe d'Afrique du Sud de hockey sur glace :
- Équipe masculine sénior
- Équipe masculine moins de 20 ans
- Équipe masculine moins de 18 ans
- Équipe féminine sénior

Ainsi que l'équipe de Roller InLine. 

Ancien logo de la South African Ice Hockey Association

La fédération gère plusieurs compétitions de hockey sur glace sous deux formats principaux  :
- des ligues régionales réparties entre les quatre régions ( Eastern Province, Gauteng, Kawazulu-Natal et Western Province) chacune gérées par sa propre association. Les compétitions sont destinées à différents âges (U14, U16, U18, U20, ...) avec au total 17 ligues.
- des championnats nationaux. Ces derniers sont joués annuellement pour tous les groupes d'âges, de 12 ans à sénior.